# Грем Хенкок
Ґрем Хенкок (англ. Graham Hancock; 2 серпня 1950, Единбург, Шотландія) — британський письменник та журналіст, автор понад десятка книг і двох документальних фільмів, знятих ним для британського телеканалу Channel 4. Книги Хенкока переведені на 27 мов та видані загальним накладом більше ніж в 5 млн екземплярів. Одна з його найвідоміших книг — «Сліди богів».

## Біографія
Народився в Единбурзі. Хенкок провів частину свого дитинства в Індії, де його батько працював хірургом. Ще в Британії він закінчив соціологію в Даремському університеті в 1973 році.
Потім Хенкок співпрацює як журналіст із престижними виданнями: The Times, The Sunday Times, The Independent, The Guardian.
Він був кореспондентом журналу The Economist у Східній Африці між 1981 і 1983 роками.

## Критика
Методи і висновки Хенкока практично не знайшли підтримки з боку вчених, які часто критикують його, називаючи його псевдоархеологом, а його книги — псевдонауковими. Хенкок ж розглядає себе як противагу ортодоксальним поглядам, які, на його думку, беззастережно приймаються освітньою системою, засобами масової інформації та громадськістю в цілому.